# Massala (geslacht)
Massala is een geslacht van vlinders van de familie spinneruilen (Erebidae), uit de onderfamilie Calpinae.

## Soorten
- M. abdara Herrich-Schäffer, 1869
- M. asema Hampson, 1926
- M. carthia Schaus, 1904
- M. ernestina Dognin, 1912
- M. hieroglyphica Walker, 1867
- M. marmona Schaus, 1904
- M. obvertens Walker, 1858
- M. quassa Walker, 1858